# Plurella colini
Plurella colini is een zakpijpensoort uit de familie van de Plurellidae. De wetenschappelijke naam van de soort werd in 2004 voor het eerst geldig gepubliceerd door het echtpaar Claude en Françoise Monniot.